# Manuel Ausensi
Manuel Ausensi y Albalat (Barcelona, 8 de octubre de 1919 - Creixell, Tarragonès, 1 de septiembre de 2005) fue un barítono español.

## Biografía
Nació en Barcelona, en la calle de Blai (en el Pueblo Seco) e inició sus pasos en el mundo de la música como estudiante de trompeta en el Conservatorio del Liceo donde sus padres, grandes aficionados a la música, lo matricularon junto con su hermano. 
En 1940 en Valencia, donde estaba desplazado haciendo el servicio militar, se inició su relación con la lírica de manera fortuita. Allí estudió canto durante tres o cuatro años con la soprano María Llácer Rodrigo, que era una prestigiosa pedagoga valenciana de la época, consiguiendo gracias a su mediación un trabajo como trompetista en la Banda Municipal de Valencia. Estando todavía en Valencia, debutó en Sevilla con papeles menores en Tosca y La Bohème. Después volvió a Barcelona para continuar con los estudios de canto con Concepción Callao y la rusa Ana Miliesh.

 En 1942 ganó un concurso radiofónico de Radio Asociació, cantando, entre otras, el Prólogo de Pagliacci. A partir de aquí empezarían sus éxitos.
Debutó el 1946 en el Teatro Tívoli y el 30 de diciembre de 1947 hizo su presentación en el Gran Teatro del Liceo con Ana Bolena de Gaetano Donizetti. Destacó especialmente con papeles de óperas de Giuseppe Verdi (cómo Rigoletto), pero interpretó también la música del siglo XVIII (Wolfgang Amadeus Mozart, Domenico Cimarosa) y la ópera francesa romántica, todas ellas en el Liceo durante trece temporadas seguidas. Grabó una célebre versión completa de El barbero de Sevilla en 1964 y un gran número de zarzuelas (La calesera, El caserío, Los gavilanes, Katiuska, La legión del honor, Jugar con fuego) en los papeles principales. Se retiró en 1973, pero el 1990 volvió a actuar en un concierto benéfico de la Ópera de Cámara de Cataluña.
Además del Liceo, Ausensi cantó, junto a las principales figuras de su tiempo, en escenarios de los Estados Unidos, México, Argentina, Grecia, Italia, Alemania, Gran Bretaña, Bélgica, Israel y Egipto. Su repertorio llegó a ser de más de 150 títulos, aunque en el terreno operístico llegó a restringirlo a títulos como La traviata, Rigoletto, El barbero de Sevilla, Nabucco, El trovador, y algunos más, los más habituales del repertorio en aquellos momentos.
Ausensi realizó una contribución fundamental al mundo de la zarzuela, ya que a pesar de que la representó poco sobre los escenarios, participó en más de 50 grabaciones de las obras más relevantes del repertorio zarzuelístico, la mayoría de ellas dirigidas por Ataúlfo Argenta durante la década de los 50, con lo que obtuvo una gran popularidad.

### Grabaciones de zarzuela
| Título                     | Año   |
| -------------------------- | ----- |
| El canastillo de fresas    | 1951  |
| La rumbosa                 | 1951  |
| La revoltosa               | 1952  |
| La verbena de la paloma    | 1952  |
| El retablo de Maese Pedro  | 1953  |
| Alma de Dios               | 1954  |
| La alsaciana               | 1954  |
| Bohemios                   | 1954] |
| Los cadetes de la reina    | 1954  |
| La canción del olvido      | 1954  |
| El caserío                 | 1954  |
| La chula de Pontevedra     | 1954  |
| La dogaresa                | 1954  |
| La dolorosa                | 1954  |
| Los gavilanes              | 1954  |
| La Gran Vía                | 1954  |
| Jugar con fuego            | 1954  |
| La del soto del parral     | 1954  |
| Luisa Fernanda             | 1954  |
| Maruxa                     | 1954  |
| Molinos de viento          | 1954  |
| El puñao de rosas          | 1954  |
| La reina mora              | 1954  |
| El rey que rabió           | 1954  |
| La tempestad               | 1954  |
| La viejecita               | 1954  |
| El asombro de Damasco      | 1955  |
| La calesera                | 1954  |
| Molinos de viento          | 1956  |
| Don Gil de Alcalá          | 1956  |
| La montería                | 1956  |
| Pan y toros                | 1956  |
| La pícara molinera         | 1956  |
| La alegría del batallón    | 1957  |
| Cançó d'amor i de guerra   | 1957  |
| Los diamantes de la corona | 1957  |
| Goyescas                   | 1957  |
| El maestro Campanone       | 1957  |
| María Manuela              | 1957  |
| El niño judío              | 1957  |
| La parranda                | 1957  |
| La patria chica            | 1957  |
| La rosa del azafrán        | 1957  |
| La revoltosa               | 1958  |
| La verbena de la paloma    | 1958  |
| El anillo de hierro        | 1959  |
| El cantar del arriero      | 1959  |
| La fama del tartanero      | 1959  |
| El húsar de la guardia     | 1959  |
| La linda tapada            | 1959  |
| La picarona                | 1959  |
| La marchenera              | 1960  |
| La tempranica              | 1961  |
| La legió d'honor           | 1966  |
| Adiós a la bohemia         | 1967  |
| Don Manolito               | 1967  |
| Katiuska                   | 1968  |
| La tabernera del puerto    | 1968  |
| La del manojo de rosas     | 1969  |

### Grabaciones de zarzuela con Ataúlfo Argenta
| Título                                                                  | Contenido | Referencia            |
| ----------------------------------------------------------------------- | --- | --------------------- |
| El Asombro de Damasco - Pablo Luna                                      | Lina Huarte, Toñy Rosado, Manuel Ausensi y Gerardo Monreal. Coro de Cantores de Madrid y la Orquesta Sinfónica. Ataúlfo Argenta, director                                                                                                  | EAN: 8429965005462    |
| El Caserío - Jesús Guridi                                               | Pilar Lorengar, Joaquina Belaustegui Mari Carmen Pérez Parral Manuel Ausensi Carlos Munguía Julio Uribe José María Maiza Coro de Cámara del Orfeón Donostiarra Gran Orquesta Sinfónica Ataúlfo Argenta, director                           | EAN: 8429965005356    |
| Los diamantes de la corona - Francisco Asenjo Barbieri                  | Pilar Lorengar María Dolores Alite Ginés Torrano Rafael Campos Manuel Ausensi Gerardo Monreal Coro Cantores de Madrid Gran Orquesta Sinfónica Ataúlfo Argenta, director                                                                    | EAN: 8429965005431    |
| La tempestad - Ruperto Chapí                                            | Toñy Rosado Pilar Lorengar Manuel Ausensi Carlos Munguía Gregorio Gil Arturo Díaz Martos Gran Orquesta de Cámara de Madrid Ataúlfo Argenta, director                                                                                       | EAN: 8429965005783    |
| La patria chica; La chula de Pontevedra Ruperto Chapí; Pablo Luna       | Ana María Iriarte Dolores Cava Carlos Munguía Manuel Ausensi Toñy Rosado Inés Rivadeneira Gregorio Gil Manuel Ausensi Gran Orquesta Sinfónica de Madrid Ataúlfo Argenta, director                                                          | EAN: 8429965005592    |
| El puñao de rosas; Música clásica - Ruperto Chapí                       | Ana María Iriarte Pilar Lorengar Teresa Berganza Manuel Ausensi Gran Orquesta de Cámara de Madrid Ataúlfo Argenta, director Ana María Iriarte José María Maiza Gerardo Monreal Gran Orquesta de Cámara de Madrid Ataúlfo Argenta, director | EAN: 8429965005561    |
| La viejecita - Manuel Fernández Caballero                               | Ana María Iriarte Toñy Rosado Carlos Munguía Manuel Ausensi Luis S. Luque Gregorio Gil Arturo Díaz Martos Gran Orquesta de Cámara de Madrid Ataúlfo Argenta, director                                                                      | EAN: 8429965105520    |
| Amadeo Vives - Maruxa                                                   | Toñy Rosado Pilar Lorengar Manuel Ausensi Gran Orquesta de Cámara de Madrid Ataúlfo Argenta, director | EAN: 8429965005530    |
| Alma de Dios; Los claveles - José Serrano                               | Manuel Ausensi Ana María Iriarte Marichu Urreta Perecito Manuel Ortega Gran Orquesta de Cámara de Madrid Ataúlfo Argenta, director | EAN: 8429965005493    |
| José Serrano - La reina mora; Moros y cristianos                        | Ana María Iriarte, Pilar Lorengar, Teresa Berganza, Manuel Ausensi Orquesta de Cámara de Madrid Ataúlfo Argenta, director | EAN: 8429965005509    |
| Molinos de viento - Pablo Luna                                          | Pilar Lorengar Manuel Ausensi Carlos Munguía Arturo Díaz Martos Gran Orquesta Sinfónica Coros Cantores de Madrid Ataúlfo Argenta, director                                                                                                 | EAN: 8429965005417    |
| Luisa Fernanda - Federico Moreno Torroba                                | Fuensanta Solá Mº de los Ángeles Morales Manuel Ausensi Carlos Munguía Arturo Díaz Martos Gregorio Gil Gran Orquesta Sinfónica Coros Cantores de Madrid Ataúlfo Argenta, director                                                          | EAN: 8429965005349    |
| El rey que rabió - Ruperto Chapí                                        | Pilar Lorengar Toñy Rosado Manuel Ausensi Carlos Munguía Ana María Fernández Agustín S. Luque Rafael Maldonado Manuel Tierra Carlos S. Luque Coros Cantores de Madrid Gran Orquesta Sinfónica Ataúlfo Argenta, director                    | EAN: 8429965005363    |
| La del soto del parral - Reveriano Soutullo                             | Toñy Rosado Teresa Berganza Manuel Ausensi Carlos Munguía Gregorio Gil Manuel Ortega Gran Orquesta Sinfónica Coros Cantores de Madrid Ataúlfo Argenta, director                                                                            | EAN: 8429965005295    |
| El niño judío - Pablo Luna                                              | Ana María Iriarte, Lina Huarte, Manuel Ausensi, Gerardo Monreal, Joaquín Portillo y Rafael Campos. Coros Cantores de Madrid Gran Orquesta Sinfónica Ataúlfo Argenta, director                                                              | EAN: 8429965004816    |
| El tambor de granaderos; La alsaciana - Ruperto Chapí; Jacinto Guerrero | Teresa Berganza, Toñy Rosado, Carlos S. Luque, Pilar Lorengar, Manuel Ausensi y Carlos Munguia. Coros Cantores de Madrid Gran Orquesta Sinfónica Ataúlfo Argenta, director                                                                 | EAN: 8429965004809    |
| La canción del olvido - José Serrano                                    | Pilar Lorengar, Manuel Ausensi y Carlos Munguía. Coros Cantores de Madrid Gran Orquesta Sinfónica Ataúlfo Argenta, director | EAN 13: 8429965004885 |
| La Revoltosa - Ruperto Chapí                                            | Ana M.ª Iriarte, Manuel Ausensi, Miguel Ligero, e Inés Revadeneira. Coros Cantores de Madrid Gran Orquesta Sinfónica Ataúlfo Argenta, director                                                                                             | EAN 13: 8429965004779 |
| Bohemios - Amadeo Vives                                                 | Toñy Rosado Teresa Berganza Ana María Fernández Adela Cano Manuel Ausensi Carlos Munguía Arturo Díaz Martos Gregorio Gil Coros Cantores de Madrid Gran Orquesta Sinfónica Ataúlfo Argenta, director                                        | EAN 13: 8429965004786 |
| La Dolorosa; Las Leandras - José Serrano; Francisco Alonso              | Ana María Iriarte Manuel Ausensi Gregorio Gil Carlos S. Luque Gran Orquesta Sinfónica Ataúlfo Argenta, director Celia Gámez Aníbal Vela Gran Orquesta Sinfónica Francisco Alonso, director                                                 | EAN 13: 8429965005660 |
| Manuel Penella: Don Gil de Alcalá                                       | Lina Huarte, Teresa Berganza, Manuel Ausensi, Ginés Torrano, Antonio Campo y Carlos Munguia. Gran Orquesta Sinfónica. Argenta, Ataúlfo. Coro Cantores de Madrid                                                                            |                       |
| La Dogaresa - Rafael Millán                                             | Pilar Lorengar, Teresa Berganza, Manuel Ausensi, Carlos Munguía y Antonio Campó Coro de Cámara del Orfeón Donostiarra Gran Orquesta Sinfónica Ataúlfo Argenta, director                                                                    | EAN 13: 8429965005448 |
| Jugar con fuego - Francisco Asenjo Barbieri                             | Pilar Lorengar, Teresa Berganza, Manuel Ausensi, Carlos Munguía y Antonio Campó Coro de Cámara del Orfeón Donostiarra Gran Orquesta Sinfónica Ataúlfo Argenta, director                                                                    | EAN 13: 8429965005400 |

Desde 1995, en que se inauguró en Barcelona el certamen que lleva su nombre (Premio Internacional de canto para voces jóvenes "Manuel Ausensi"), presidía este concurso de canto destinado a promocionar a jóvenes cantantes de ópera, y solía asistir tanto a su presentación como la actuación de los ganadores. 
A lo largo de su carrera recibió numerosos premios, entre los cuales destacan el premio Nacional de interpretación Emilio Mesejo (1951), la Medalla de Oro del Círculo de Bellas artes de Madrid (1952) y la Medalla de Oro del Gran Teatro del Liceo de Barcelona (1957) por su trayectoria y su éxito con La traviata, su mejor interpretación. Medalla al Mérito artístico por el Ayuntamiento de Madrid (1994) y Medalla de Honor de Barcelona (2002). El 1997 recibió la Cruz de Sant Jordi. Está enterrado en el cementerio de Creixell, donde vivió los últimos años de su vida y murió.
En julio de 2005 se le rindió un homenaje en la Fiesta Mayor del barrio barcelonés de Poble Sec, durante el cual se instaló una placa en su casa natal en el número 53 de la calle Blai.